# Dobrotów
Dobrotów (ukr. Добротів) – wieś na Ukrainie, w obwodzie iwanofrankiwskim, w rejonie nadwórniańskim.
Znajduje tu się przystanek kolejowy Dobrotów, położony na linii Kołomyja – Delatyn.